# 朱林斯卡斯洛比德卡
49°3′11″N 25°34′4″E / 49.05306°N 25.56778°E
朱林斯卡斯洛比德卡（羅馬化：Dzhurynska Slobidka）是烏克蘭的村落，位於該國西部捷爾諾波爾州，由喬爾特基夫區負責管轄，處於朱林河畔，面積1.66平方公里，2001年人口494。